# Мемет Амет Абдуллаєвич
Амет Абдуллаєвич Мемет (узб. Amet Abdullayevich Memet; нар. 22 червня 1954) — радянський, узбецький та український футболіст, захисник, футбольний тренер.

## Життєпис
Виступав переважно за футбольні клуби Узбецької РСР. Найбільшу популярність здобув завдяки матчам за наманганський «Текстильник/Автомобіліст» (нині «Навбахор»). Також виступав за «Єшлик» (Туракурган), «Касансаєць» та «Чартак».
Тренерську діяльність розпочав у 1990-ті роки. У 1999 році очолював наманганський «Навбахор», у 2009 році деякий час виконував обов'язки головного тренера «Буньодкора», у 2010 році очолив «Андижан», а в 2013 році знову «Навбахор», у 2013-2014 роках — ферганський «Нефтчі». У 2014-2016 роках входив до тренерського штабу «Буньодкора».